# Carlos Mesía
Carlos Fernando Mesía Ramírez (Iquitos, 8 de diciembre de 1959) es un abogado, docente universitario y político peruano. Fue congresista de la república durante el breve periodo 2020-2021 y magistrado Tribunal Constitucional del Perú desde el año 2006 hasta el año 2014, donde también lo presidió durante el lapso 2011-2012.

## Biografía
Nació en la ciudad de Iquitos, ubicado en Loreto, el 8 de diciembre de 1959.
Ingresó a la Universidad de San Martín de Porres, en la cual estudió la carrera de Derecho y recibió el título de abogado en el año 1989. Realizó una maestría en Derecho Constitucional en la Pontificia Universidad Católica del Perú y obtuvo el doctorado en Derecho y Ciencias Políticas en la Universidad Nacional Mayor de San Marcos.
Es miembro de la Asociación Peruana de Derecho Constitucional. De 1990 a 1992 fue director de la Dirección Legislativa del Senado de la República. Luego en el año 1998 fue designado como asesor de la Comisión de Estudio y Revisión de la Legislación emitida desde el 5 de abril de 1992 del Ministerio de Justicia.
Fue asesor de la Comisión de Constitución del Congreso de la República desde el año 2001 hasta el 2003, de la que luego fue miembro del Consejo Consultivo. 
De 2004 a 2006 fue procurador del Congreso de la República y en el año 2006, fue agente alterno del Estado peruano ante la Corte Interamericana de Derechos Humanos. Fue también gerente municipal del Municipio del distrito de Los Olivos, desde 2017 hasta 2018, así como docente de la Universidad de San Martín de Porres y en la Academia de la Magistratura.

## Carrera política
Carlos Mesía incursionó en el ámbito político como militante del Partido Aprista Peruano desde el año 2000 hasta el año 2019.

### Tribunal Constitucional
En el año 2006, Mesía se presentó ante el Congreso de la República como candidato para ser magistrado del Tribunal Constitucional del Perú. Posteriormente el 13 de julio del mismo año, Carlos Mesía resultó elegido por el pleno parlamentario como nuevo magistrado del Tribunal Constitucional con 81 votos a favor, 2 en contra y 5 abstenciones. Sin embargo, su elección fue polémica debido a su militancia aprista.
Dentro de su gestión fue vicepresidente del Tribunal Constitucional Posteriormente tras la renuncia del magistrado César Landa, Mesía asumió como presidente del Tribunal Constitucional de julio a diciembre del 2008 de manera interina.
Desde 2011 hasta 2012 se desempeñó como presidente del Tribunal Constitucional.

### Congresista de la República
En las elecciones parlamentarias del 2020, es elegido congresista de la República bajo las filas del partido Fuerza Popular para el periodo parlamentario 2020-2021.
Durante su mandato parlamentario, fue miembro de la Comisión de Constitución y Reglamento y coordinador del Grupo de Trabajo encargado de la revisión del Código Procesal Constitucional. Así mismo, miembro de la Comisión Permanente y de la Comisión de Justicia y Derechos Humanos. 
En el segundo proceso de vacancia contra el entonces presidente Martín Vizcarra, Mesía votó a favor de la vacancia por incapacidad moral. La declaratoria de vacancia fue aprobada por 105 parlamentarios el 9 de noviembre del 2020.

### Sunedu
Desde 2023, Mesía asumió el puesto de jefe de Asesoría Jurídica de la Superintendencia Nacional de Educación Superior Universitaria.

## Publicaciones
- Las reformas al Código Procesal Constitucional (2021)
- Los derechos fundamentales. Dogmática y jurisprudencia del Tribunal Constitucional (2018)
- El Proceso de Hábeas Corpus desde la jurisprudencia del Tribunal Constitucional (2007)
- Exégesis del Código Procesal Constitucional (2004)
- Derechos de la Persona (2004)
- Legislación Constitucional. Aproximación al Sistema Constitucional Peruano (1995)
- Derechos Humanos: Teoría e Instrumentos Internacionales (1995)